# Solvil et Titus
Solvil et Titus (o también Solvil & Titus) es una empresa relojera anteriormente ubicada en Suiza, que tras ser adquirida en la década de 1970 por el grupo empresarial de Joseph Wong, trasladó su sede a Hong Kong. Fue fundada en 1892 en La Chaux-de-Fonds, Neuchâtel, Suiza, por Paul Ditisheim, y sería Paul Bernard Vogel quien hasta su muerte en 1972 lideró la expansión de la compañía.

## Historia

### Fundación
Paul Ditisheim era miembro de una distinguida familia de relojeros suizos del siglo XIX, y siguiendo sus pasos, se convertiría en uno de los relojeros más reconocidos de su tiempo. A la edad de 13 años, se graduó en la prestigiosa Escuela de Relojería de La Chaux-de-Fonds, cuna histórica de la industria relojera suiza. Posteriormente completó su formación técnica en varios de los principales fabricantes de relojes de Chaux-de-Fondnières, antes de incorporarse a la empresa familiar, la fábrica Vulcain, donde trabajó hasta 1892, cuando fundó sus propias fábricas: Solvil (cuyas producciones suelen estar firmadas como Paul Ditisheim) y Titus, especializadas en relojes de lujo y cronómetros de alta tecnología
Con el desarrollo de estas manufacturas, Paul Ditishiem participó activamente en las mayores innovaciones técnicas relojeras de su tiempo, particularmente en el campo de los cronómetros, cuya precisión revolucionó gracias a su trabajo sobre los efectos de la presión atmosférica y del campo magnético sobre la maquinaria de los relojes, desarrollando así el volante de compensación fija. Estos inventos permiten que los cronómetros de las marcas Solvil y Titus se convirtieran en los más precisos del mundo:
- En 1900 fueron galardonados con el Gran Premio de la Exposición Universal de París.
- En 1903, los relojes Solvil recibieron los primeros premios en los concursos cronométricos de los observatorios de Kew y de Neuchâtel.[7]
- En 1912 consiguieron el "récord cronométrico mundial", certificado por el Observatorio Real de Kew.[8]

Paul Ditisheim también colaboró estrechamente con premio Nobel de Física Charles Édouard Guillaume, y las técnicas desarrolladas en Solvil se consideraron el origen de la cronometría moderna. Según el profesor Andrade del Observatorio de Besanzón, los relojes Solvil con volante de élinvar se podían considerar el mayor progreso de la cronometría moderna.

### La edad de oro: Paul-Bernard Vogel
En 1930, Paul Ditisheim vendió las fábricas Solvil et Titus y Paul Ditisheim al acaudalado empresario Paul Bernard Vogel, heredero de una poderosa familia de industriales de Romandía. Miembro eminente de la alta sociedad ginebrina, también estaba relacionado con las grandes familias de la industria relojera por su matrimonio con una de las herederas de George-Emile Eberhard. Sin embargo, a diferencia de Paul Ditisheim, Paul Bernard Vogel no es un relojero, sino un capitán de la industria, y decidió trasladar la sede de sus manufacturas a Ginebra. y planifica su expansión industrial. En efecto, desde principios de los años 1950, consciente del crecimiento de sociedad de consumo, Vogel decidió dividir su empresa en dos ramas. Una parte de la empresa continuó con la producción de relojes de lujo (Solvil), mientras que la otra (Titus) se dedicó a la producción de relojes económicos para satisfacer la democratización del mercado de relojes. Gracias a esta nueva orientación, Solvil y Titus participaron en el desarrollo de los primeros relojes mecánicos y electrónicos para el público en general. En 1962, Solvil y Titus lanzaron, después de más de una década de investigación, el reloj Soltronic: enteramente electrónico, era entonces el reloj más moderno del mundo. Fue objeto de una exposición y se exhibió en "Montres et Bijoux" (entonces, la principal asociación de relojeros y joyeros suizos, de la que Paul Bernard Vogel era presidente) en 1962, y luego en la Feria de Basilea en 1963.
En 1968, Vogel se hizo cargo de la nueva Société des Gardes-Temps SA, un grupo de fabricantes de relojes de consumo que era entonces la tercera empresa de relojes más grande del mundo. La Société des Gardes-Temps tuvo también la particularidad de tener una dimensión verdaderamente internacional: celebró un acuerdo de licencia con Elgin Watch en 1973 y compró la Waltham Watch Company, que constituía en aquel momento la inversión extranjera más importante en la industria relojera suiza.
Paul Bernard Vogel "anticipó la necesidad de expansión y democratización del mercado de relojes y el establecimiento de un sistema de distribución internacional" y así presidió el desarrollo de las actividades internacionales de Solvil y Titus. A principios de la década de 1960, aprovechando el pujante ciclo económico de los "tigres asiáticos", envió a su hijo, Paul Vogel, para desarrollar el grupo familiar en Asia. Centrando sus operaciones asiáticas en Hong Kong (entonces protectorado británico), Paul Vogel logró hacer de Solvil y Titus una de las marcas de relojes más populares en el Sudeste Asiático.

### Hong Kong
Paul Bernard Vogel murió en 1972, dejando las riendas del grupo a su hijo Paul, quien decidió venderlo. Posteriormente, se desmantelaron las fábricas, las actividades europeas (y en particular la producción de relojes de alta gama), que se vendieron a Ebel, mientras que las actividades asiáticas (que conservaban la exclusividad de las marcas "Solvil y Titus") se vendieron al empresario de Hong Kong Joseph Wong, pasando a formar parte del grupo Stelux Holdings, que cotiza en Bolsa de Hong Kong.
La sociedad, con sede en Hong Kong, ha conservado su nombre original y se ha establecido como una de las marcas de relojes favoritas de Asia, en particular gracias a las campañas publicitarias Time is Love, protagonizadas por algunas de las estrellas más importantes del cine asiático, como  Dave Wang Chieh, Chow Yun-Fat y Andy Lau, así como por el futbolista Ryan Giggs. Estos anuncios son reconocidos como clásicos de la industria publicitaria de Hong Kong.